# النوق (لودر)

تعديل مصدري - تعديل

النوق هي إحدى قرى عزلة زارة بمديرية لودر التابعة لمحافظة أبين، بلغ تعداد سكانها 193 نسمة حسب تعداد اليمن لعام 2004.